# Óscar Astudillo
Óscar Armando Astudillo Palomino (Cali, 6 de octubre de 1954) es un abogado y dirigente deportivo colombiano, quien fue Presidente del Deportivo Cali y de la Federación Colombiana de Fútbol.

## Biografía
Nació en Cali en octubre de 1954 y estudió Derecho en la Universidad de San Buenaventura, de donde se recibió como Abogado. Comenzó su carrera deportiva en el Deportivo Cali, de la mano de los dirigentes deportivos Aurelio Grimberg y Alex Gorayeb. Tras escalar en la estructura administrativa del club, fue elegido Presidente en 1996, puesto desde el cual logró que el equipo ganara el Campeonato colombiano 1995-96. Por último, fue coordinador de las divisiones inferiores del club.
En la Asamblea General de la Federación Colombiana de Fútbol del 27 de agosto de 2002 fue elegido presidente de esa federación por el Comité Directivo, a partir de un acuerdo para compartir su período de 4 años, que iba hasta 2002, con el presidente del Deportes Tolima, Gabriel Camargo, quien asumiría el cargo en 2004. También, como parte del acuerdo, Camargo y el presidente del Junior de Barranquilla, Hernán Yunis, serían sus vicepresidentes.
Sin embargo, en 2004 rompió el pacto y, con el apoyo de la junta, evitó la llegada de Camargo al cargo. Debido a los malos resultado de la Selección Nacional, que no pudo clasificar al Mundial de Fútbol de 2006, no logró reelegirse en 2006 y fue reemplazado por Luis Bedoya Giraldo.

Tras pasar un tiempo retirado de la dirigencia deportiva, en enero de 2012 volvió a ser elegido presidente del Deportivo Cali tras la renuncia de Fernando Marín Escobar.
También ha sido asesor de la Confederación Sudamericana de Fútbol, el Banco de Bogotá, el Banco Santander, Coldetron y LG Corporation, así como Vicepresidente del Valledupar Fútbol Club.